# Liste der Bodendenkmale in Panschwitz-Kuckau
In der Liste der Bodendenkmale in Panschwitz-Kuckau sind die Bodendenkmale der Gemeinde Panschwitz-Kuckau und ihrer Ortsteile nach dem Stand der Auflistung von Harald Quietzsch und Heinz Jacob aus dem Jahr 1982 aufgelistet. Eventuelle Änderungen und Ergänzungen, insbesondere aus der Zeit nach der Wende, sind nicht berücksichtigt, da für Sachsen aktuell keine neueren allgemein zugänglichen Bodendenkmallisten vorliegen. Die Baudenkmale sind in der Liste der Kulturdenkmale in Panschwitz-Kuckau aufgeführt.
| Denkmal-ID | Fundart             | Ortsteil     | Bezeichnung                | Zeitstellung                                  | Lage | Bemerkungen | Bild |
| ---------- | ------------------- | ------------ | -------------------------- | --------------------------------------------- | --- | --- | ---- |
| ?          | besonderer Stein    | Cannewitz    | Steinkreuz                 | Spätmittelalter                               | im Ort, am Abzweig der nach Norden führenden Straße von der Dorfstraße                                           | wohl Schwerteinzeichnung, Schutz seit 27. Oktober 1971                                                             |      |
| ?          | Befestigung > Burg  | Kuckau       | Wallanlage                 | Slawenzeit                                    | nordöstlich des Orts, südöstliches Hochufer des Klosterwassers                                                   | Kuckauer Schanze, Abschnittsbefestigung mit weit umfassenden Wallzug, Schutz seit 1936, erneuert 12. November 1956 |      |
| ?          | besonderer Stein    | Kuckau       | Steinkreuz                 | Spätmittelalter                               | südwestlicher Ortsteil, Ostufer des Klosterwassers, nördlich der Hauptstraße                                     | Einzeichnung eines Krummstabs, Initialen und Jahreszahl jünger, Schutz seit 12. Oktober 1971                       |      |
| ?          | Befestigung > Burg  | Neustädtel   | Turmhügelburg              | Mittelalter                                   | direkt nördlich des Guts, westliches Hochufer des Klosterwassers                                                 | Spornbefestigung mit Abschnittsgraben, Schutz seit 8. Juni 1936, erneuert 19. März 1962                            |      |
| ?          | Befestigung > Burg  | Ostro        | Wallanlage                 | Bronzezeit bis frühe Eisenzeit und Slawenzeit | auf dem Gebiet der Gemarkungen Ostro und Neustädtel, südöstlich von Ostro, östliches Hochufer des Klosterwassers | Ostroer Schanze, Ringwall, durch Trennwall zweigeteilt, Schutz seit 5. März 1937, erneuert 29. September 1971      |      |
| ?          | Grabmal > Grabhügel | Ostro        | Gruppe von 56 Hügelgräbern | Bronzezeit, Slawenzeit                        | westnordwestlich des Orts in einem Wäldchen südlich der Straße nach Kriepitz                                     | Schäden durch Überpflügen und Nachgrabungen, Schutz seit 7. Dezember 1934, erneuert 6. Februar 1958                |      |
| ?          | besonderer Stein    | Schweinerden | Steinkreuz                 | Spätmittelalter                               | östlicher Ortsrand, Nische der südlichen äußeren Mauer des Gutsgartens                                           | nebeneinander ein Schwert und ein Dolch eingeritzt, Schutz seit 12. Oktober 1971                                   |      |